# Lee Bong-ju

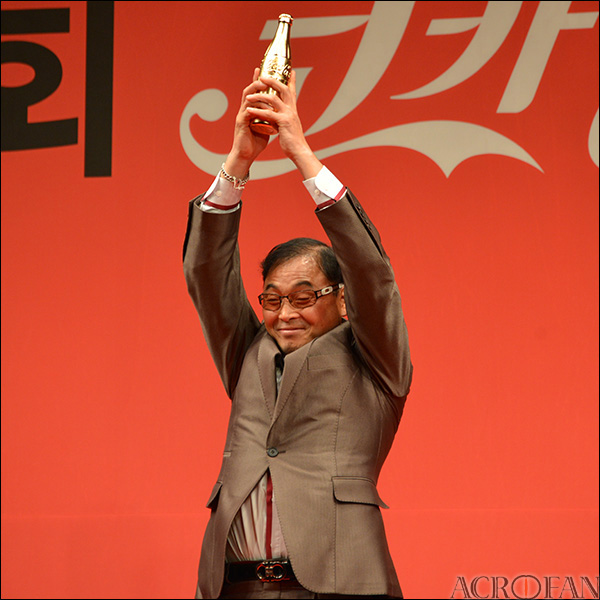
Lee Bong-ju, 2015

Lee Bong-ju (* 11. Oktober 1970 in Seoul) ist ein südkoreanischer Marathonläufer und Silbermedaillengewinner der Olympischen Sommerspiele 1996.
1993 hatte er den Honolulu-Marathon gewonnen und 1995 den Seoul International Marathon. Beim olympischen Marathon von Atlanta wurde er dann Zweiter im knappsten Finish, das es je bei diesem Wettbewerb gegeben hatte – drei Sekunden hinter Josia Thugwane (RSA) und fünf Sekunden vor Erick Wainaina (KEN). Im selben Jahr siegte er beim Fukuoka-Marathon.
1998 stellte er als Zweiter des Rotterdam-Marathons mit 2:07:44 h einen Landesrekord auf. 2000 verbesserte er ihn als Zweiter beim Tokyo International Men’s Marathon auf die immer noch gültige Marke von 2:07:20 h.
2001 gewann er den Boston-Marathon, und im Jahr darauf wurde er wie schon 1998 Asienmeister im Marathonlauf.
Die Saison 2007 begann für ihn mit dem ersten großen Sieg seit Jahren, dem Gewinn des Seoul International Marathon in 2:08:04 h.